# Marina di San Gregorio
Marina di San Gregorio is een plaats (frazione) in de Italiaanse gemeente Patù.